# Nicolas Hartmann
Nicolas Hartmann (født 3. marts 1985) er en fransk tidligere professionel cykelrytter.